# Сорокопуд клинохвостий
Сорокопуд клинохвостий (Lanius sphenocercus) — вид горобцеподібних птахів родини сорокопудових (Laniidae).

## Поширення
Зустрічається в Китаї, Японії, Північній Кореї, Південній Кореї, Монголії та на Далекому Сході Росії. Природним середовищем існування є помірні ліси.